# Nokia 6230
Le Nokia 6230, ou Matrix durant son développement, est un téléphone portable de la marque Nokia annoncé le 28 octobre 2003, et sorti le 24 février 2004, appartenant à la gamme Series 40 (positionnée sur le marché du milieu de gamme). Il s'agit d'un des modèles plus populaires de Nokia à cette époque.
Il possède un écran couleurs TFT 16bits avec une définition de 128x128 pixels, un appareil photo VGA de 0.3 mégapixels, capable d'enregistrer des vidéos en 3GP et au format CIF, une connexion radio Bluetooth, une radio FM à travers des écouteurs qui se branchent via le Pop-Port et un lecteur de fichiers MP3 et AAC. C'est un téléphone utilisant le réseau mobile de seconde génération (2G/GSM), compatible avec les technologies GPRS et EDGE, dont le débit moyen à l'usage est respectivement de 48 kbit/s et de 220 kbit/s. 
Il utilise une batterie de 850 mAh. Il accepte une carte MMC d'un gigaoctet au maximum pour stocker de la musique, des vidéos ou encore des documents. Il est tribande et utilise en Europe les fréquences 900/1800/1900 MHz. 
Il a été remplacé par le Nokia 6230i présenté ci-dessous.

## Nokia 6230i

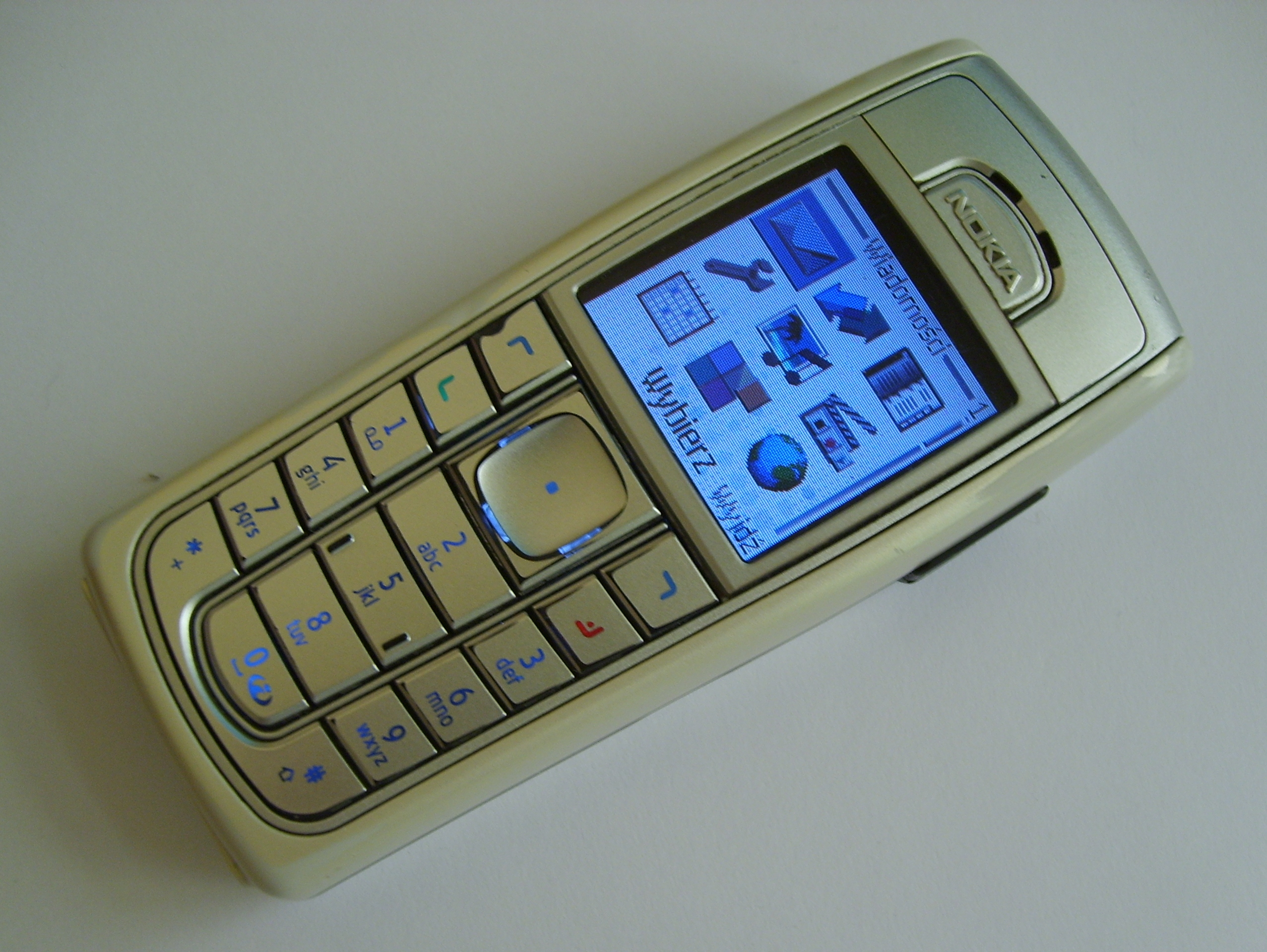
Nokia 6230 couleur doré avec les menus en polonais

En 2005, Nokia a sorti le 6230i qui possède des fonctions améliorées par rapport à l'ancien 6230. Son appareil photo passe à 1,3 mégapixel, son écran affiche une définition de 208 pixels, un bouton de sélection au milieu du pad. Il pèse 99 grammes en comptant la batterie et mesure 103 mm × 44 mm × 20 mm. La batterie résiste à 300 heures sans recharge.
Son système d'exploitation, Series 40, a été mis à jour. Cette nouvelle version, bien que toujours basée sur la 2nd édition du système, a reçu un certain nombre d'améliorations. On y retrouvera par exemple la prise en charge de deux nouvelles spécifications Java, la plus notable étant le support de rendu graphique en 3D (JSR 184 Mobile 3D Graphics API for J2ME™).
L'interface utilisateur est également améliorée, apportant alors le nouveau jeu d'icônes en 3D pré-rendue. Nokia l'a utilisé pendant de nombreuses années sur les modèles suivants, jusqu'à l'avènement des premières modèles tactiles représentés par la 6ème édition de son système S40,,. De plus, la création et l'édition de thèmes est désormais rendue possible au travers de l'application Nokia Theme Studio.
Le clavier du téléphone se verrouille automatiquement lorsqu'il n'est pas utilisé et peut demander un code au déverrouillage.
Il possède aussi des jeux que l'on peut télécharger et aussi le célèbre Snake. Le Bluetooth lui permet aussi de jouer à deux à un jeu de voitures par exemple.
Le modèle suivant est le Nokia 6233 qui est désormais un téléphone 3G.

### Assistant personnel
Le Nokia 6230i a toutes les fonctions principales d'un assistant personnel telles qu'un calendrier, un réveil, un bloc-notes, un porte documents, etc. Le porte documents est une sorte de coffre dans lequel on peut insérer des données qui seront cryptées. Il possède aussi une fonction qui permet d'envoyer des courriels.

## Obsolescence et fin du réseau GSM
En France, comme ailleurs dans le monde, le démantèlement du réseau GSM rend l'utilisation de ce téléphone particulièrement compliquée. Orange, par exemple, prévois un arrêt total de sa couverture réseau en 2G d'ici la fin de l'année 2025. Courant juillet de la même année, l'utilisation du réseau est déjà limitée à une simple connexion dans certaines grandes villes et leurs environs, mais reste encore inchangée en province.
Les Nokia 6230 et 6230i étant restreints au réseau mobile de seconde génération, sont voués à l'obsolescence. En conséquence, toute tentative de communication se résultera en une erreur de réseau.